# Philippe Breton (évêque)
Cet article concerne l'évêque français. Pour l'anthropologue et sociologue, voir Philippe Breton. Pour les homonymes, voir Breton (homonymie).
Philippe Jean Louis Breton, né le 11 novembre 1936 à Rouen et mort à Paris le 29 avril 2020, est un prélat catholique français, évêque  d'Aire et Dax (Landes) de 2002 à 2012.

## Biographie

### Études
Philippe Breton suit ses études secondaires au lycée Sainte-Croix à Neuilly-sur-Seine, puis des études de médecine et de sciences respectivement à la Faculté de médecine de Paris et à la Faculté des sciences de Paris où il obtient une licence de sciences. Il entre ensuite au séminaire de l'Institut catholique de Paris où il obtient une licence de théologie.

### Ministères
Philippe Breton est ordonné prêtre le 22 décembre 1966 pour l'archidiocèse de Paris.
En 1967, il est nommé préfet de division au collège Sainte-Croix à Neuilly-sur-Seine jusqu'en 1979, puis supérieur de l'ensemble scolaire Saint-Jean de Passy à Paris (1979-1986).
Il est ensuite curé de la paroisse Saint-Ferdinand des Ternes de 1987 à 1992.
Il retrouve l'enseignement catholique comme directeur diocésain pour le diocèse de Paris, avant de devenir délégué régional de l'enseignement catholique pour l'Île-de-France (1992-1999).
Il est curé-doyen de la paroisse Saint-Honoré-d'Eylau à Paris (1999-2002).
Philippe Breton est consacré évêque le 29 septembre 2002 et prend ses fonctions à Dax.
Il proclame la béatification de sœur Marguerite Rutan à Dax le 19 juin 2011, en présence du nonce apostolique.
Ayant atteint la limite d'âge, il se retire le 24 janvier 2012.
Au sein de la conférence des évêques de France, il est membre de la Commission pour la liturgie et la pastorale sacramentelle.
Le 19 janvier 2013, il célèbre les commémorations en hommage à Louis XVI, présidées par le prince Louis de Bourbon.
Il meurt à Paris le 29 avril 2020.

## Distinctions
Le 11 juillet 1997, Philippe Breton est nommé au grade de chevalier dans l'ordre national de la Légion d'honneur au titre de « directeur de l'enseignement catholique du diocèse de Paris ; 38 ans de ministère ecclésiastique, d'activités professionnelles et de services militaires ».